# 20 днів у Маріуполі
«20 днів у Маріуполі» (англ. 20 Days in Mariupol) — документальний фільм про російську облогу Маріуполя у лютому-березні 2022 року під час повномасштабного вторгнення РФ до України. Створений українською командою у складі військового кореспондента, відеографа AP, режисера Мстислава Чернова, фотокореспондента Євгена Малолєтки та продюсерки Василиси Степаненко. Здобув «Оскар» у 2024 році в категорії «Найкращий повнометражний документальний фільм» і став першим фільмом-переможцем від України.
Фільм також виграв в номінаціях «Найкращий фільм» і «Найкращий документальний фільм» на нагородженні Восьмої Національної кінопремії «Золота Дзиґа». А також отримав премію BAFTA у категорії «Найкращий документальний фільм» та номінацію в категорії «Найкращий фільм іноземною мовою», виграв премію Гільдії режисерів Америки в категорії «Видатні режисерські досягнення в документалістиці». Загалом, «20 днів у Маріуполі» здобув більш ніж 20 нагород і 40 номінацій. Фільм показали перед засіданням Генеральної асамблеї ООН у вересні 2023 року. Стрічка стала найкасовішим українським документальним фільмом.
Фільм створено 2023 року у співпраці Associated Press та Frontline. Прем'єра відбулася 21 січня 2023 року на найбільшому в США фестивалі незалежного кіно Sundance, де він потрапив до конкурсної програми «Світове документальне кіно» (Sundance Film Festival Grand Jury Prize for Best Documentary) і здобув Приз глядачів (Sundance World Cinema Audience Award: Documentary).

## Сюжет
Документальний фільм розповідає про облогу Маріуполя у 2022 році. Коли починається повномасштабне російське вторгнення, єдина команда журналістів, що опинилася у пастці в оточеному росіянами Маріуполі, продовжує свою роботу, документуючи трагедії війни.

## Виробництво
З початком повномасштабного вторгнення 24 лютого 2022 року команда Associated Press документувала російську облогу і спричинену нею гуманітарну катастрофу, масові поховання загиблих цивільних, злочини росіян, роботу лікарів, зокрема, AP першими показали наслідки бомбардування пологового будинку № 3. Матеріали періодично надсилалися в редакцію з єдиного місця в Маріуполі, де ще був онлайн-зв'язок — під сходами біля розтрощеної продуктової крамниці. Так вдалося передати 10 % відзнятого матеріалу. Решту матеріалу, зокрема, 30 годин відео Мстислава Чернова 15 березня команда AP вивезла з собою з Маріуполя через гуманітарний коридор. На той час вони були останніми журналістами в місті.
Стрічка з матеріалів Мстислава Чернова була створена командою Frontline — найдовшої в історії США програми документальних фільмів, що виходить на каналі PBS (США).

Автор вважає, що головна місія фільму — розповісти світові не тільки про те, що було в Маріуполі, але й про те, що відбувається в Україні зараз: 
«Коли я розмовляю з глядачами, я завжди кажу, що ви бачили двадцять днів, але був двадцять перший і двадцять другий, і тридцятий, і дев'яностий день. Зараз вже майже рік повномасштабного вторгнення. Дев'ять років з вторгнення Російської Федерації в Україну. І те, що ви бачили, відбувається кожен день — з Попасною, з Соледаром, з Бахмутом. Тобто це поки що не минуле. Це те, що відбувається саме зараз».
Кінопрокатна компанія Dogwoof, яка спеціалізується на документальних фільмах, придбала права на міжнародний продаж фільму. Dogwoof займатиметься продажами в усьому світі, за винятком Північної Америки, де правами володіє PBS Distribution.
Стрічка вийшла в обмежений прокат в США 14 липня. В кінотеатрах України прокат почався 31 серпня. На перший вікенд вересня 2023 року фільм зібрав понад 530 тисяч гривень в українському прокаті, ставши найбільш касовим українським документальним фільмом в історії. Після номінації на премію «Оскар» фільм вийшов у повторний прокат в Україні. 21 квітня 2024 року стрічка вийшла на Netflix.

## Відгуки
Фільм отримав рейтинг 100 % на сайті критиків Rotten Tomatoes.

Денніс Харві з Variety пише, що:
«ця документальна стрічка, структурована позначками на екрані днів, що проходять, може й не має простої сюжетної арки, але невибаглива розповідь режисера від першої особи та інтенсивність зібраних доказів військових злочинів роблять фільм захопливим». 
Борис Кіт з Hollywood Reporter пише, що  прем'єрний показ стрічки «залишив переповнений зал щиро приголомшеним, зітхальним і в сльозах».
Його колега з того ж ЗМІ Френк Шек вважає, що «перша ж спроба режисера виявилася захопливим прикладом в жанрі».
«Фільм Чернова — це шокуючий і щемливий портрет вторгнення, зроблений від першої особи без виправдань чи моралізаторства», — пише Нік Шагер з Daily Beast. Нік Аллен з Roger Ebert, який побачив фільм на фестивалі «Санденс», вважає, що «назвати „20 днів у Маріуполі“ одним із найважливіших фільмів „Санденсу“ — це недооцінити його. Він, безсумнівно, стане одним із найважливіших фільмів про розуміння конфлікту та його наслідків для народу України, і це надихаючий заклик до уваги та підтримки, які необхідно надати».

Максим Нестелєєв в рецензії для УТ зазначає, що:
«репортери об'єктивно „протоколюють“ те, як за короткий строк швидко змінюється настрій простих мешканців: від розгубленості й паніки до відчаю і злості. І те, як брак інформації в облозі призводить до того, що лунають непоодинокі вигуки: Маріуполь обстрілює українська армія…Та жоден і жодна, із опитаних в фільмі, не кажуть, що хотів би жити в Росії. Спільне бажання, яке озвучують кілька разів різні люди: скоріше б це закінчилося».

### Конфлікти навколо показів
У жовтні 2023 року фільм мали показати на сербському фестивалі Beldocs у Лазаревацькому культурному центрі в передмісті Белграду. 10 жовтня малочисельна Сербська радикальна партія закликала скасувати показ «антиросійського пропагандистського фільму київського режиму», який вони назвали «спробою Заходу змінити ставлення сербського народу до братньої Росії». 12 жовтня адміністрація фестивалю скасувала показ, наголосивши, що «Beldocs не стоїть за цим рішенням і не брав у ньому участі».

## Нагороди і номінації
27 січня 2023 року фільм здобув приз глядачів на американському фестивалі незалежного кіно «Санденс». Чернов заявив про цю нагороду, що «для нашої команди це не досягнення, це честь. Це честь представляти українську документалістику та використовувати цю платформу, щоб привернути увагу до труднощів, стійкості та хоробрості українського народу, особливо маріупольців».
Фільм отримав численні нагороди на фестивалях в усьому світі. Так, картина потрапила в номінацію  F: ACT — журналістське розслідування на Копенгагенському міжнародному фестивалі документального кіно CPH: DOX 2023 року. Фільм здобув нагороду в категорії «Standing Up» на 47-му Міжнародному кінофестивалі в Клівленді (США). Фільм здобув нагороду Cinema for Peace 2023 (Німеччина) як найкращий документальний фільм року. На новозеландському фестивалі документального кіно Doc Edge «20 днів у Маріуполі» нагороджено в двох номінаціях: найкраща режисура (Мстислав Чернов) і найкращий монтаж (Мішель Мізнер). На британському фестивалі документальних фільмів Sheffield DocFest 2023 картина здобула премію Тіма Гетерінгтона. На Міжнародному фестивалі документального кіно IDFA 2023 в Амстердамі фільм отримав приз глядацьких симпатій. Фільм потрапив у трійку найкращих документальних фільмів 2023 року за версією Indiewire. Також стрічка отримала п'ять номінації премії Cinema Eye Awards за досягнення в неігрових і документальних фільмах і серіалах.
В Україні картина увійшла в конкурсну програму й здобула головний приз фестивалю Docudays UA 2023 року. Фільм номінований на національну премію «Кіноколо» у 3 номінаціях (Найкращий документальний фільм року, Найкраща режисура, Відкриття року), переміг у двох з них: «Найкращий документальний фільм» і «Відкриття року».
Український оскарівський комітет висунув «20 днів у Маріуполі» від України на 96-ту премію «Оскар» у категорії «Найкращий міжнародний повнометражний фільм». Стрічка увійшла до шортлиста премії «Оскар», який 21 грудня 2023 року опублікувала Академія кінематографічних мистецтв і наук, одразу у двох номінаціях: «Найкращий міжнародний повнометражний фільм» та «Найкращий повнометражний документальний фільм». 23 січня стало відомо, що фільм потрапив в номінацію «Найкращий повнометражний документальний фільм». Фільм виграв премію Гільдії режисерів Америки в категорії «Видатні режисерські досягнення в документалістиці». Отримав номінацію «Найкращий документальний фільм» премії «Супутник». Фільм виграв престижну британську кінопремію BAFTA Film Awards 2024 в категорії «Найкращий документальний фільм» та номінований в категорії «Найкращий фільм іноземною мовою». Визнаний документальним фільмом року на 44-й щорічній премії London Critics' Circle Awards.
11 березня 2024 року на 96-й церемонії вручення премії Американської академії кінематографічних мистецтв і наук за заслуги в галузі кінематографа, що відбувалася в Лос-Анджелесі, фільм отримав нагороду «Оскар» у категорії «Найкращий документальний повнометражний фільм».Це перша українська кінострічка, що отримала цю нагороду.
 У своїй промові Мстислав Чернов сказав:
Мені хотілося б, щоб я ніколи не знімав цього фільму. Я хотів би обміняти цей «Оскар» на те, щоб Росія ніколи не вторгалася в Україну і більше ніколи не нападала на наші міста. Але разом ми можемо зробити так, щоб правда перемогла. Слава Україні!
Нагородження фільму вирізали з міжнародної телеверсії «Оскара». У Disney Entertainment пояснили, що це начебто сталося через часові обмеження, передбачені для короткої версії шоу.
20 березня 2024 року у Празі, а також Босковицях, Єсеніку, Шумперку та у Всетіні розпочався 26-й міжнародний кінофестиваль «Один Світ», або Jeden svět чи One World. Цього року на фестивалі буде представлено загалом 96 повнометражних і 10 фільмів у віртуальній реальності. Звісно, одними із центральних будуть стрічки, пов'язані із війною росії проти України. В першу чергу мова йде про оскароносний фільм «20 днів у Маріуполі».
20 серпня 2024 року фільм став «Найкращим повнометражним документальним фільмом» на нагородженні Septimius Awards у Нідерландах. 29 серпня 2024 року Чернов отримав найвищу нагороду виставки International Broadcasting Convention 2024 за свою за роботу над стрічкою.
12 вересня 2024 року фільм виграв в номінаціях «Найкращий фільм» і «Найкращий документальний фільм» на нагородженні Восьмої Національної кінопремії «Золота Дзиґа».
В листопаді 2024 року фільм виграв в двох номінаціях Grierson: The British Documentary Awards: найкращий документальний фільм про нинішні події та як найкращий кінематографічний документальний фільм.

## Рецензії
- Номінант на Оскар 2024. Рецензія на фільм Мстислава Чернова 20 днів у Маріуполі// НВ, автор — Валерій Мирний, 23 січня 2024 року